# أسوار مدينة سلا

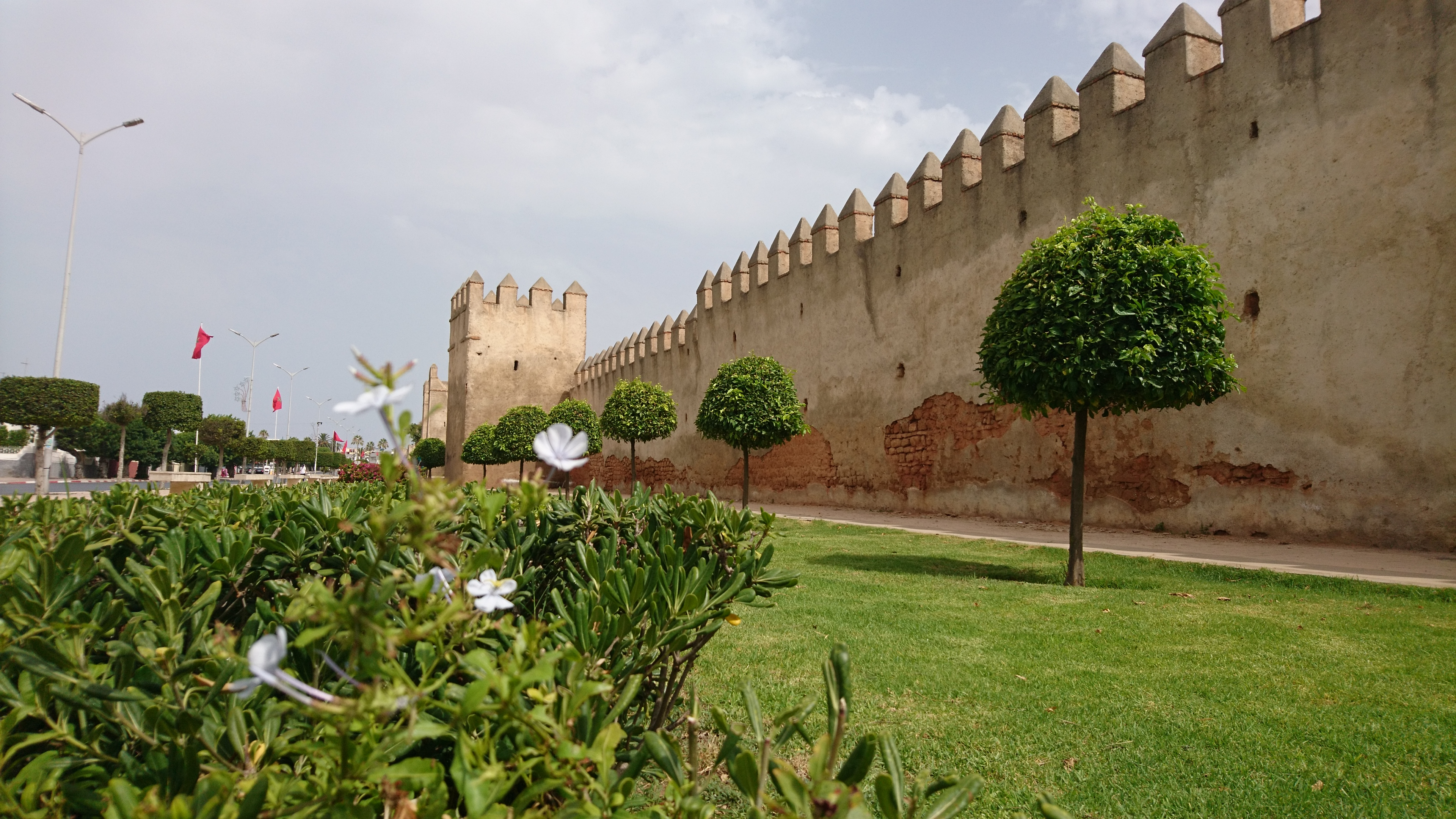
سور سلا بجوار باب بوحاجة

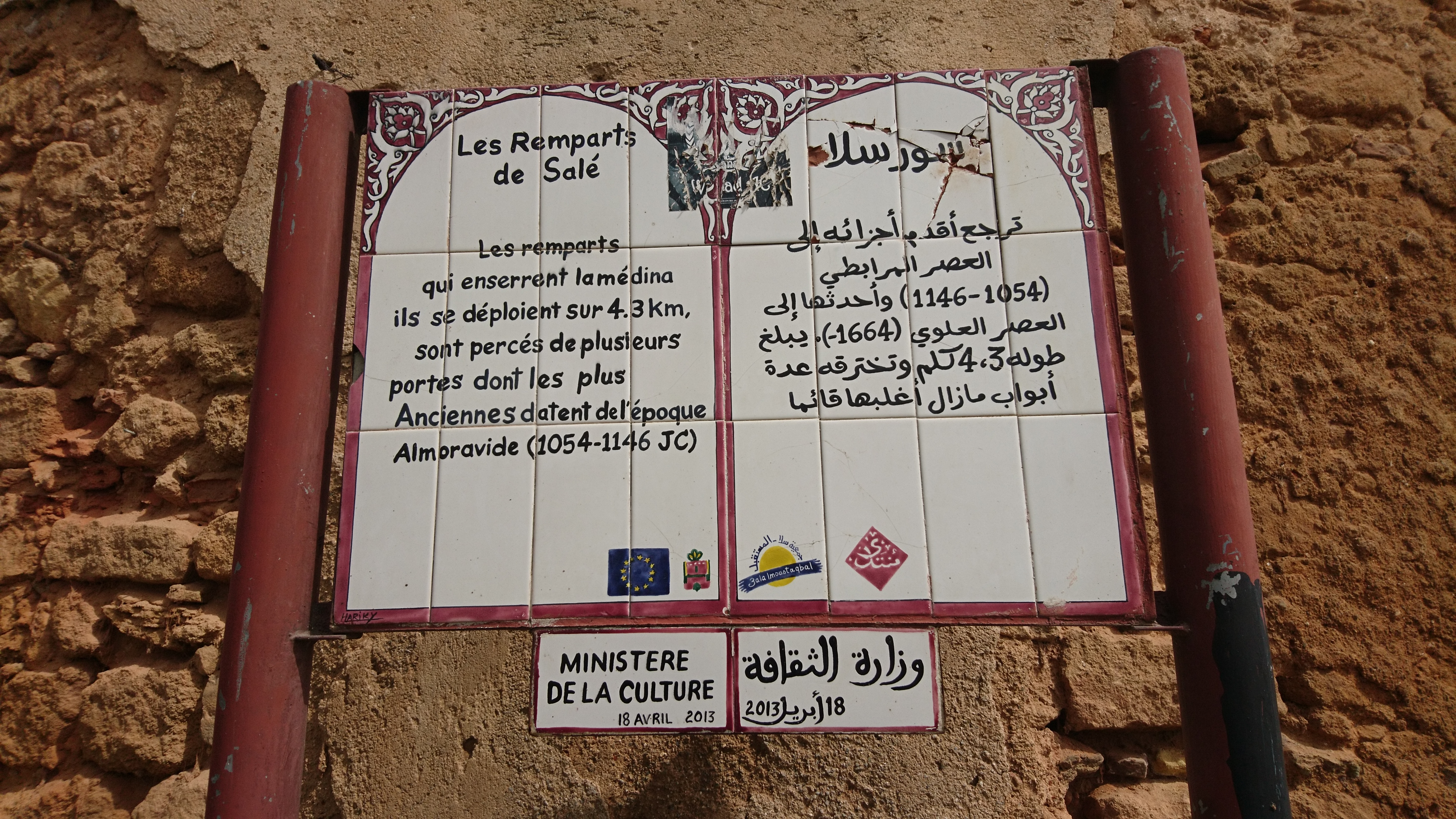
ورقة وصفية لجدار سلا

تتوفر مدينة سلا المغربية على مجموعة من الأسوار والحصون والزوايا المحصنة، التي صُنّفت كممتلكات ثقافية في أكتوبر 1914 تحت حكم السلطان العلوي مولاي يوسف، وذلك بعد سنتين على الاحتلال الفرنسي للمغرب.
شكل هذه الأسوار شبه منحرف موجه بالتوازي مع ساحل المحيط الأطلسي القريب، في اتجاهات الشمال الشرقي والجنوب الغربي (واجهته «الغربية» تواجه المحيط وواجهته «الجنوبية» باتجاه مصب أبي رقراق والرباط عاصمة البلاد).
من الناحية المعمارية، «تحيط بها أبراج طويلة وتتخللها بوابات حضرية في التقاليد الخالصة لجدران العصور الوسطى في الغرب الإسلامي»، و«هي واحدة من أقدم الأعمال الدفاعية الإسلامية في المغرب».

## اختلافات أسماء المواقع الجغرافية

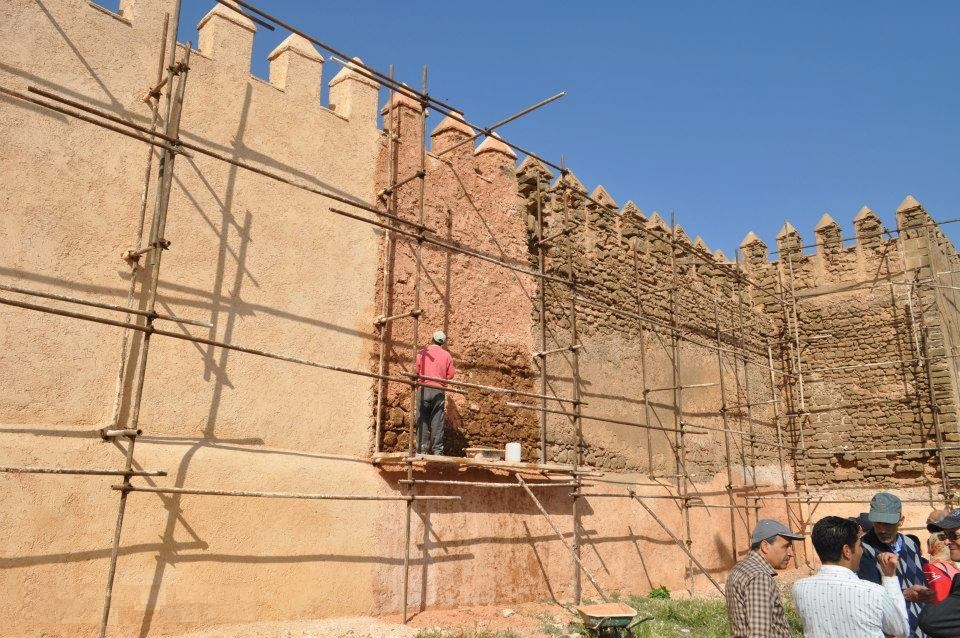
ترميم الأسوار على جانب باب دار الصناعة

لكل حصن (بُرج) أو بوابة (باب)، يُعطى أولاً الاسم المستخدم رسميًا أثناء التصنيف كنصب تاريخي للسور، في بداية القرن العشرين.
- برج الركني (أو البرج الكبير):[4]
- باب شعفة
- باب سبتة
- باب الخميس (باب فاس سابقا)[5]
- باب الملاح: باب المريسى[6]
- برج الملاح
- باب بوحاجة
- باب جديد
- باب ملقى
- برج القديم
- برج الجديد

## التاريخ

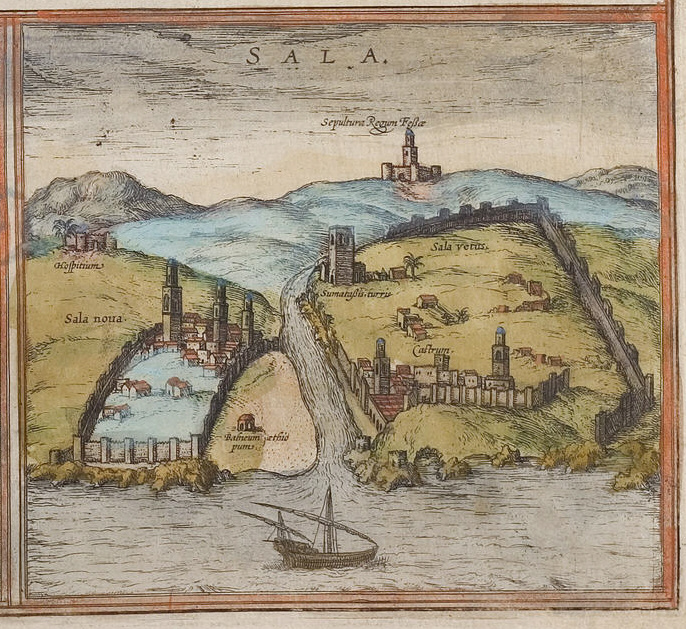
نقش لجورج براون وفرانس هوغنبرغ يمثل أسوار مدينة سلا بالإضافة إلى أسوار الرباط عام 1572

كان من الصعب للغاية محاصرة مدينة سلا في زمن الإفرانيين. لذلك وجد الموحدون صعوبة بالغة في دخول سلا. بأمر من الخليفة الموحد عبد المؤمن، قرروا تدمير الأسوار. متخذًا نفس شعار جده، أعاد يعقوب المنصور بناء سور مدينة سلا على الجانب الشمالي والجنوبي الشرقي في عام 1196. لكن الواجهة المواجهة للبحر ظلت مكشوفة، مما أدى إلى حدوث أكبر كارثة في تاريخ المدينة، حين قام القشتاليون بالاستيلاء على سلا سنة 1260. بنى السطان المريني أبو يوسف يعقوب بن عبد الحق عام 1261، في موقع الإنزال الإسباني، برجًا عمده بعد مذبحة برج الدموع.
مثل تلك الموجودة في الرباط، الواقعة على الجانب الآخر من أبي رقراق، كانت أسوار سلا تعيش حياة ثانية في زمن جمهورية بورقراق. إلى جانب الاستيلاء على سلا سنة 1260، شهدت الأسوار أيضًا قصفًا سنة 1851.
في عهد السلطان العلوي مولاي يوسف، الجد الأكبر للملك الحالي محمد السادس، وبعد مرور أكثر من عامين على إنشاء الاحتلال الفرنسي للمغرب، صُنف هذا السور للمدينة العتيقة كنصب تاريخي بموجب ظهير 10 أكتوبر 1914، بتوقيع الصدر الأعظم بناءً على اقتراح من قبل هوبير ليوطي، أول مفوض عام مقيم لفرنسا في المغرب.
منذ عام 2006، تستضيف أسوار مدينة سلا مهرجان قراصنة.

## العمارة

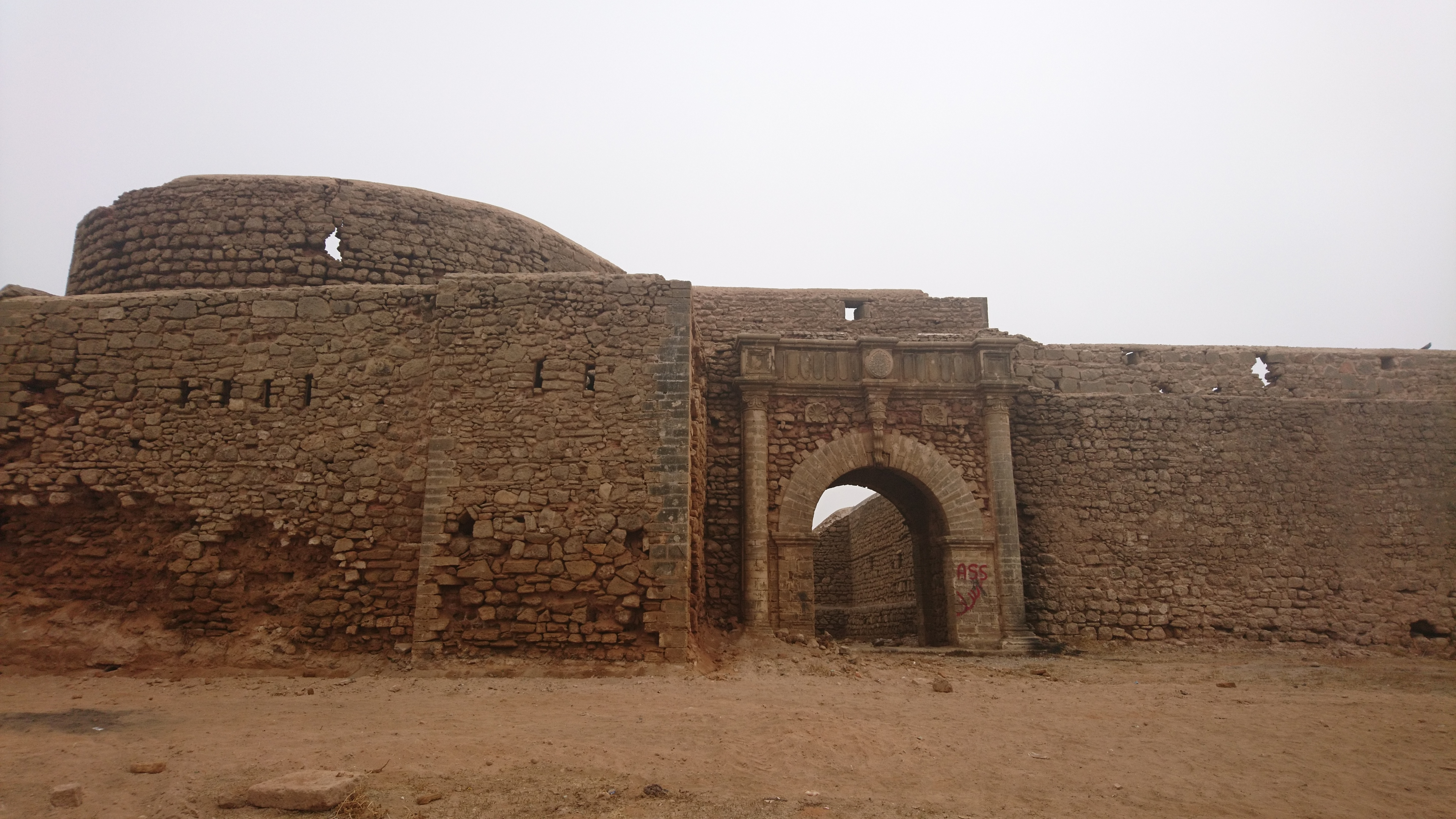
بوابة قديمة في المدينة العتيقة لسلا.

تشهد الثقوب الموجودة في الأسوار المرينية على استخدام تقنية تدعيم القوالب.

## صور

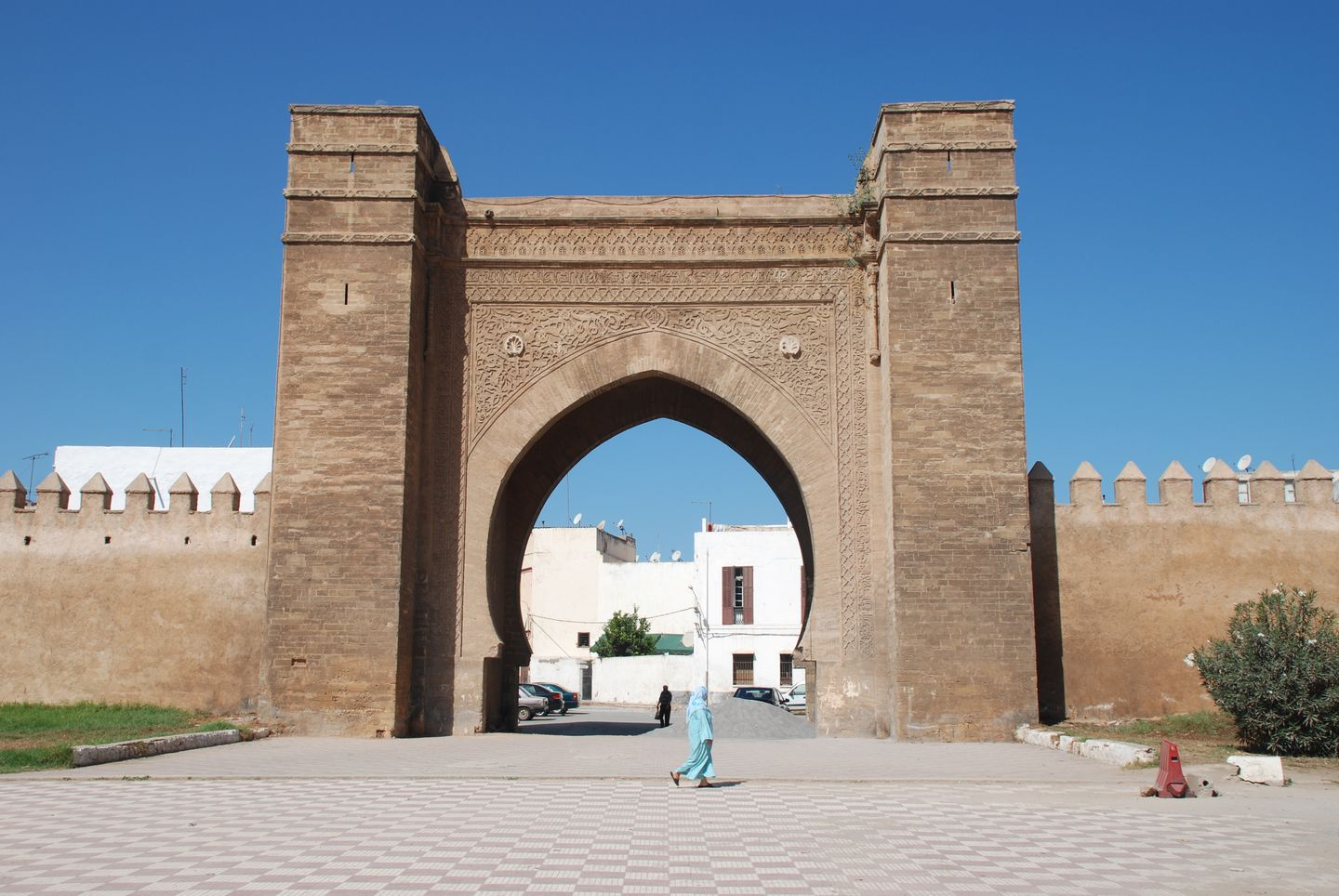
باب المريسى، التي كانت ذات يوم ميناءً بحريًا
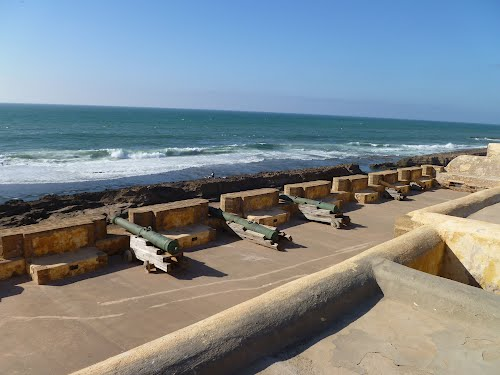
برج الدموع، بناه السلطان العلوي محمد الثالث بن عبد الله عام 1785
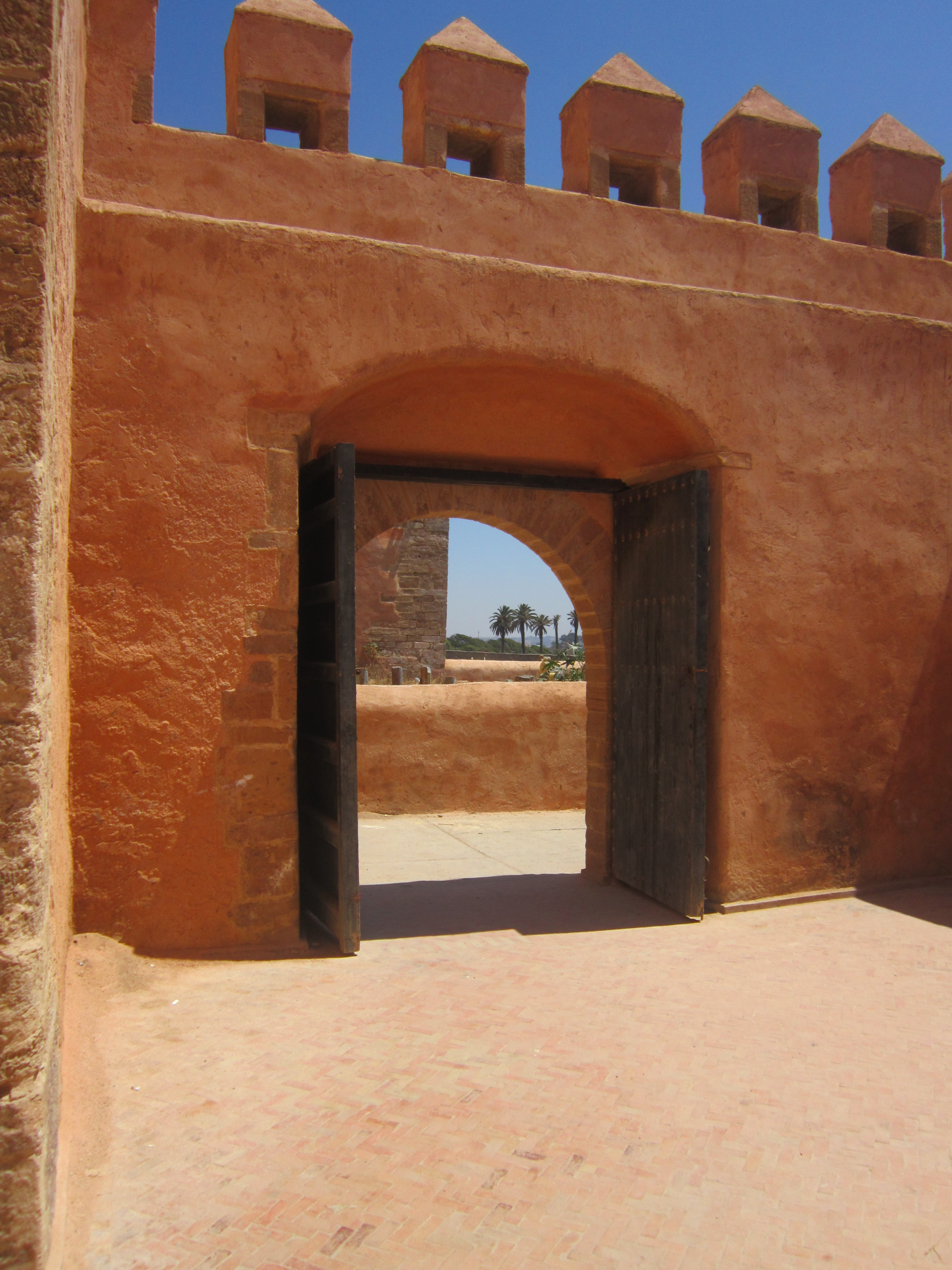
ممر من الأسوار إلى مقبرة باب معلقة
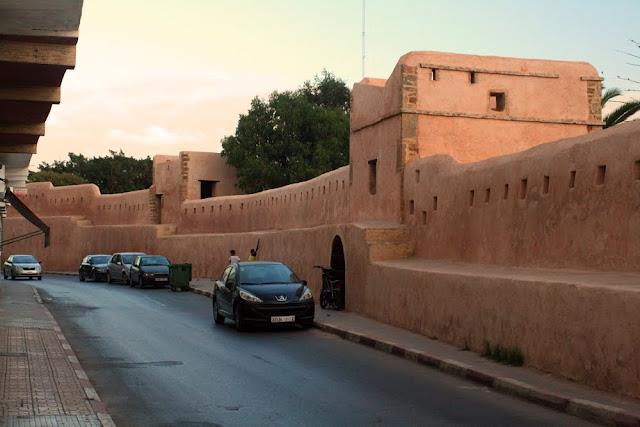
الاسوار قرب باب معلقة
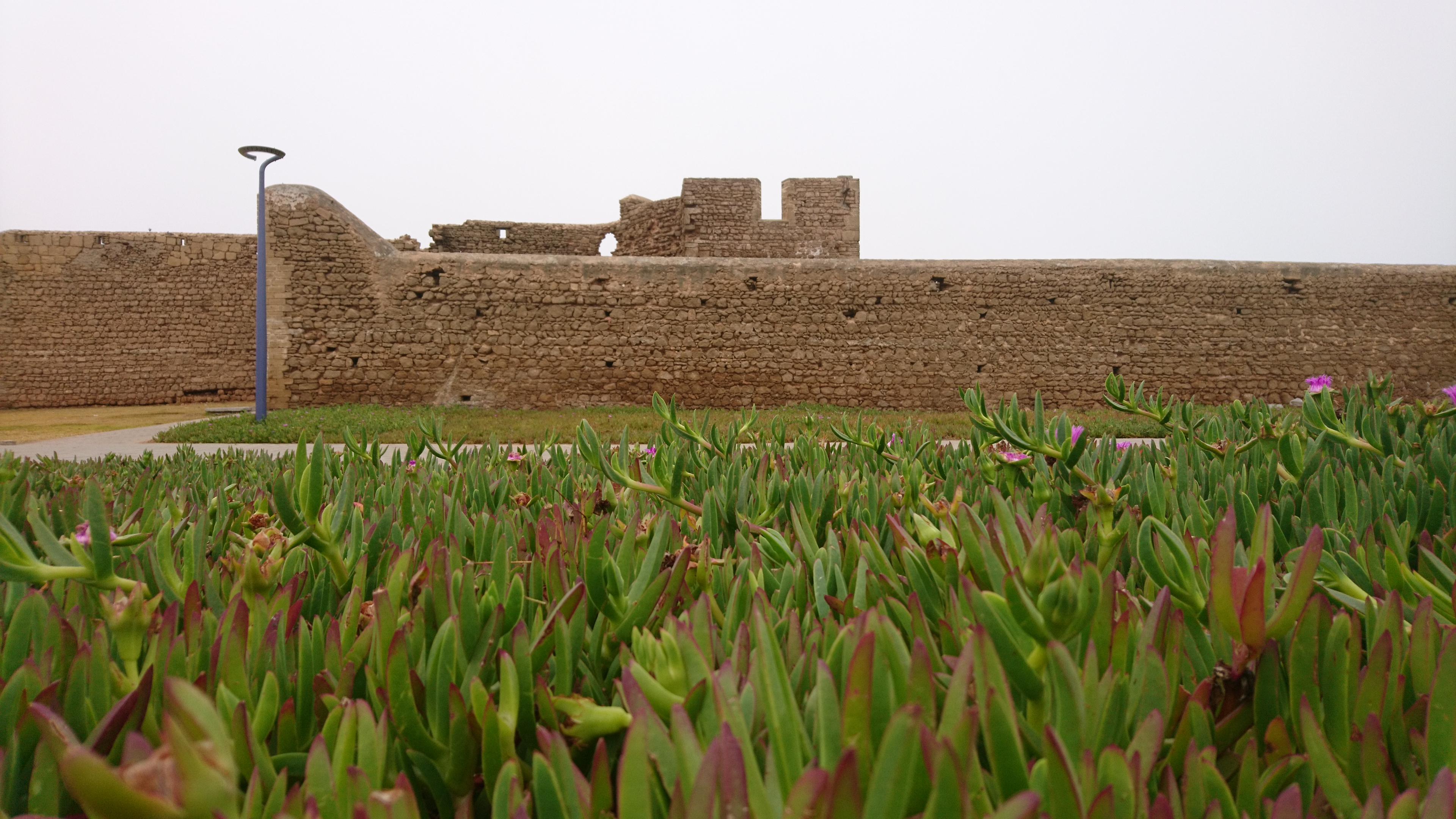
جزء من سور سلا على جانب باب شعفة
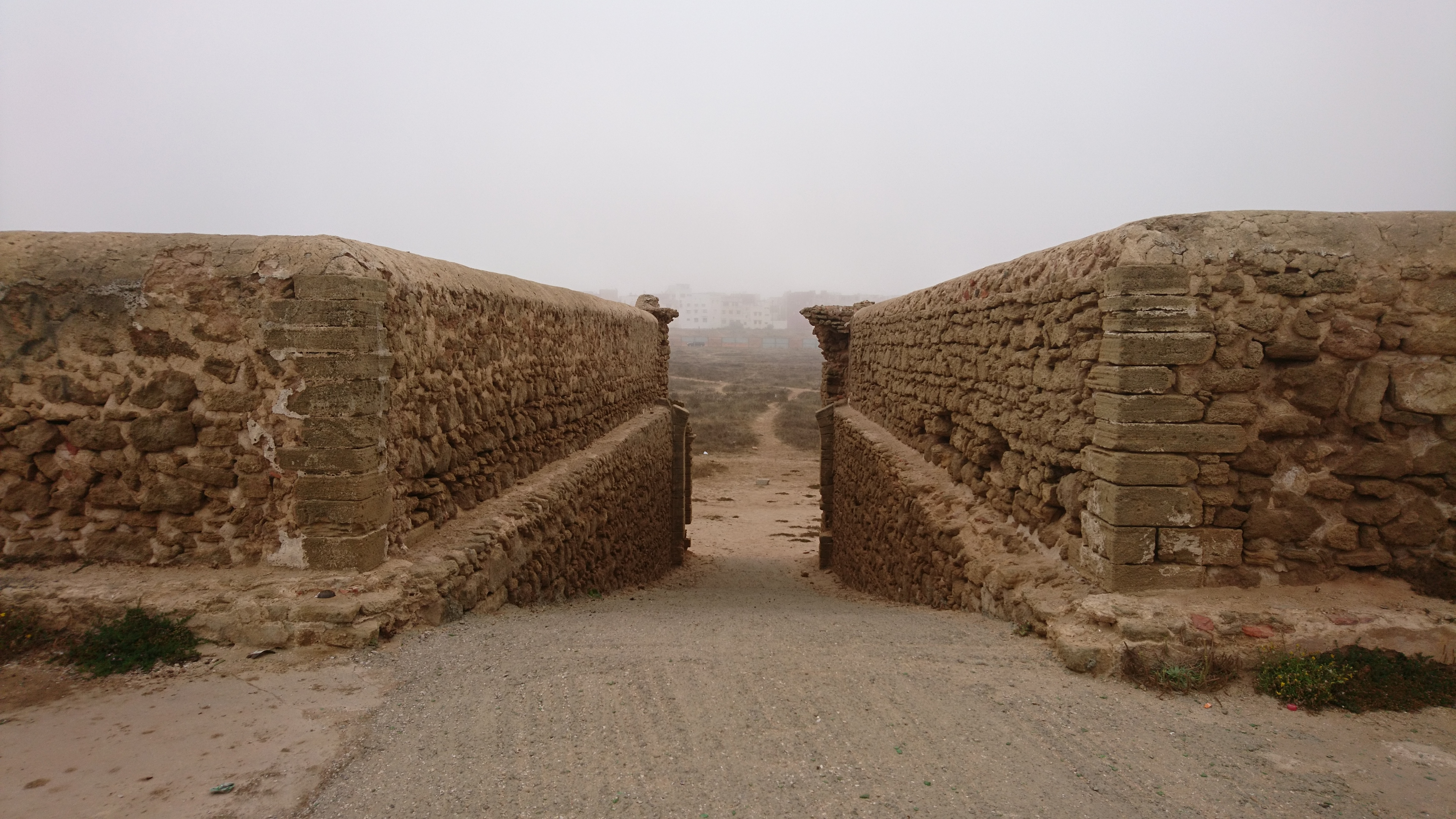
مدخل سور سلا
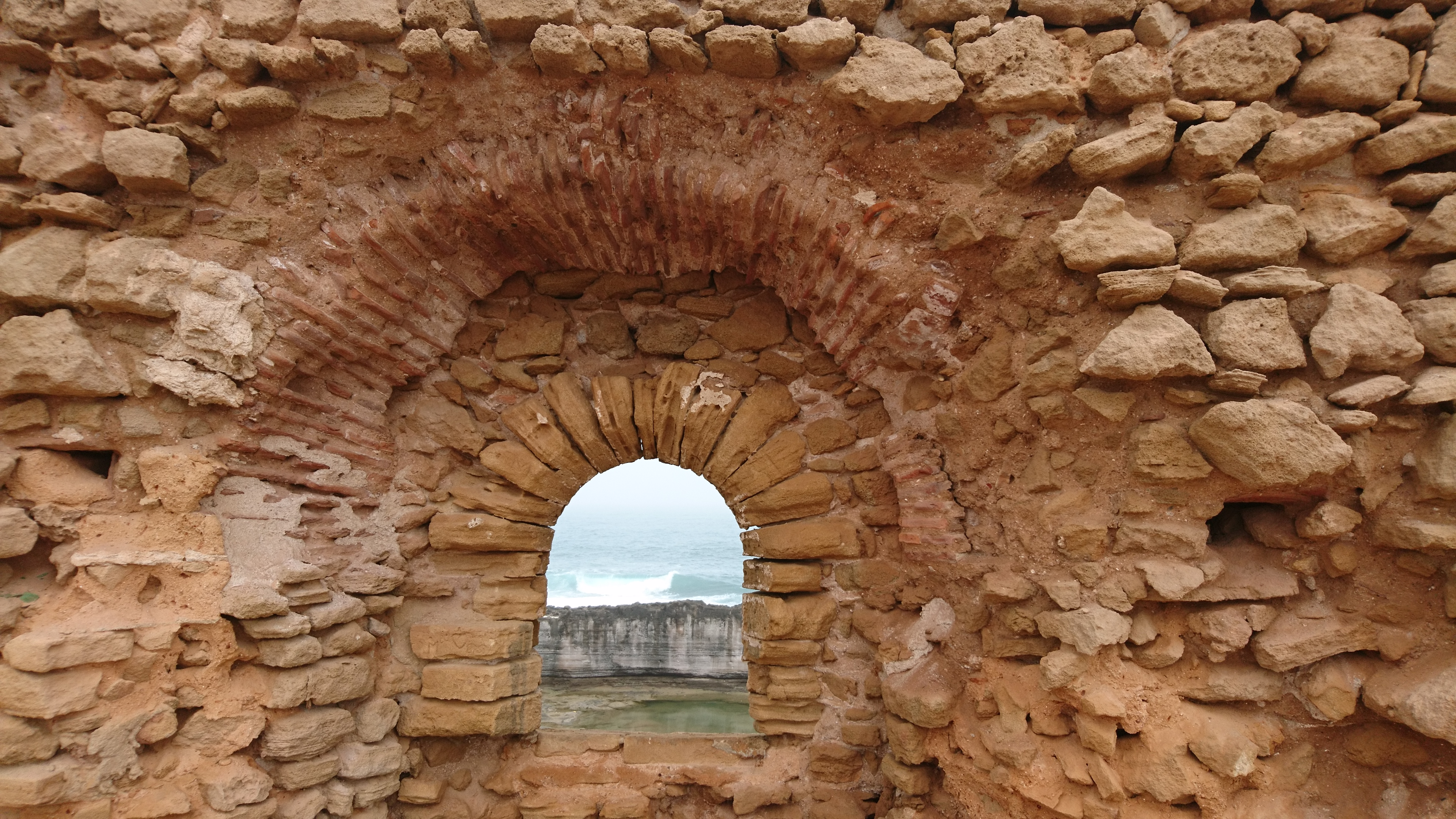
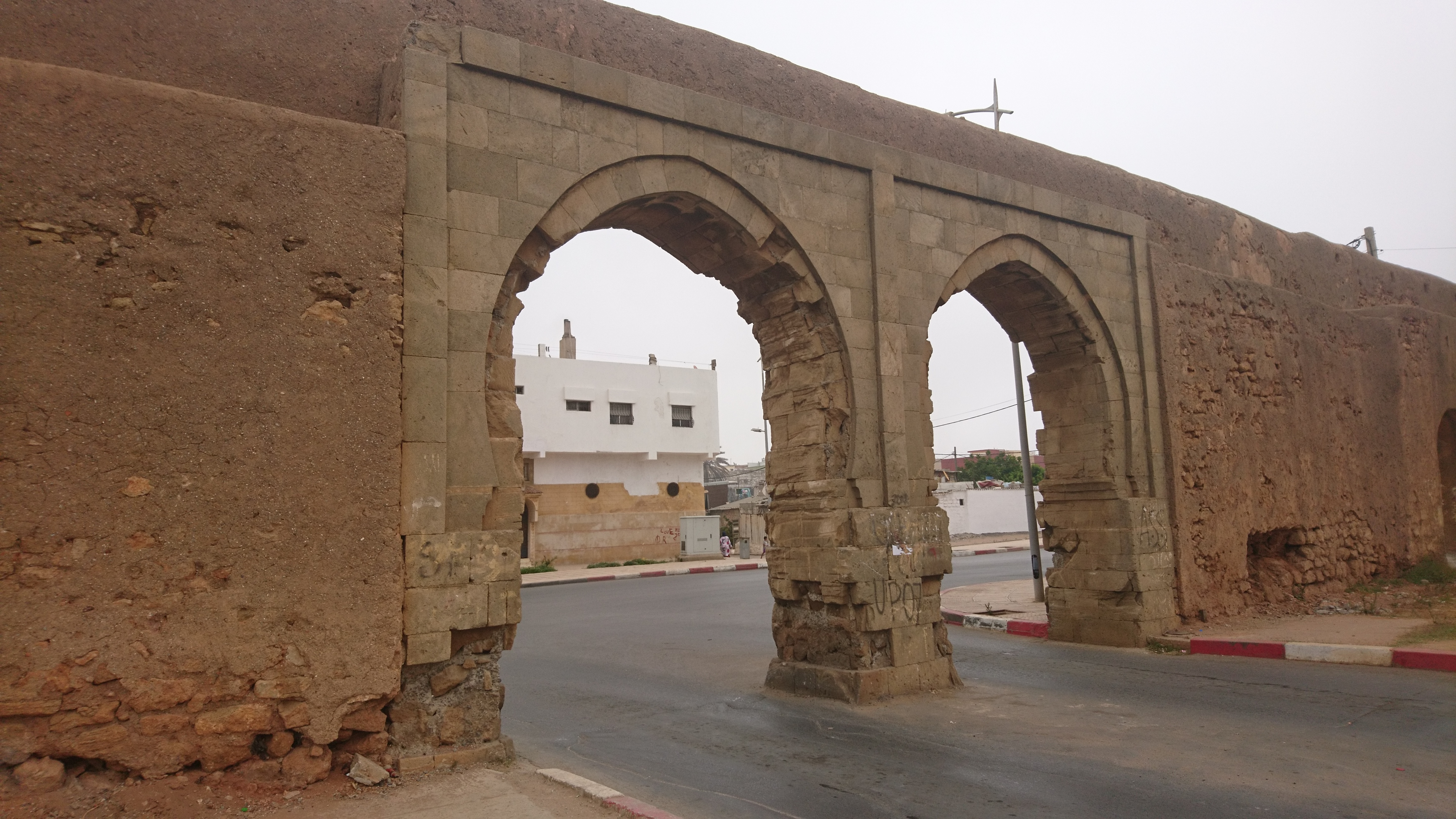
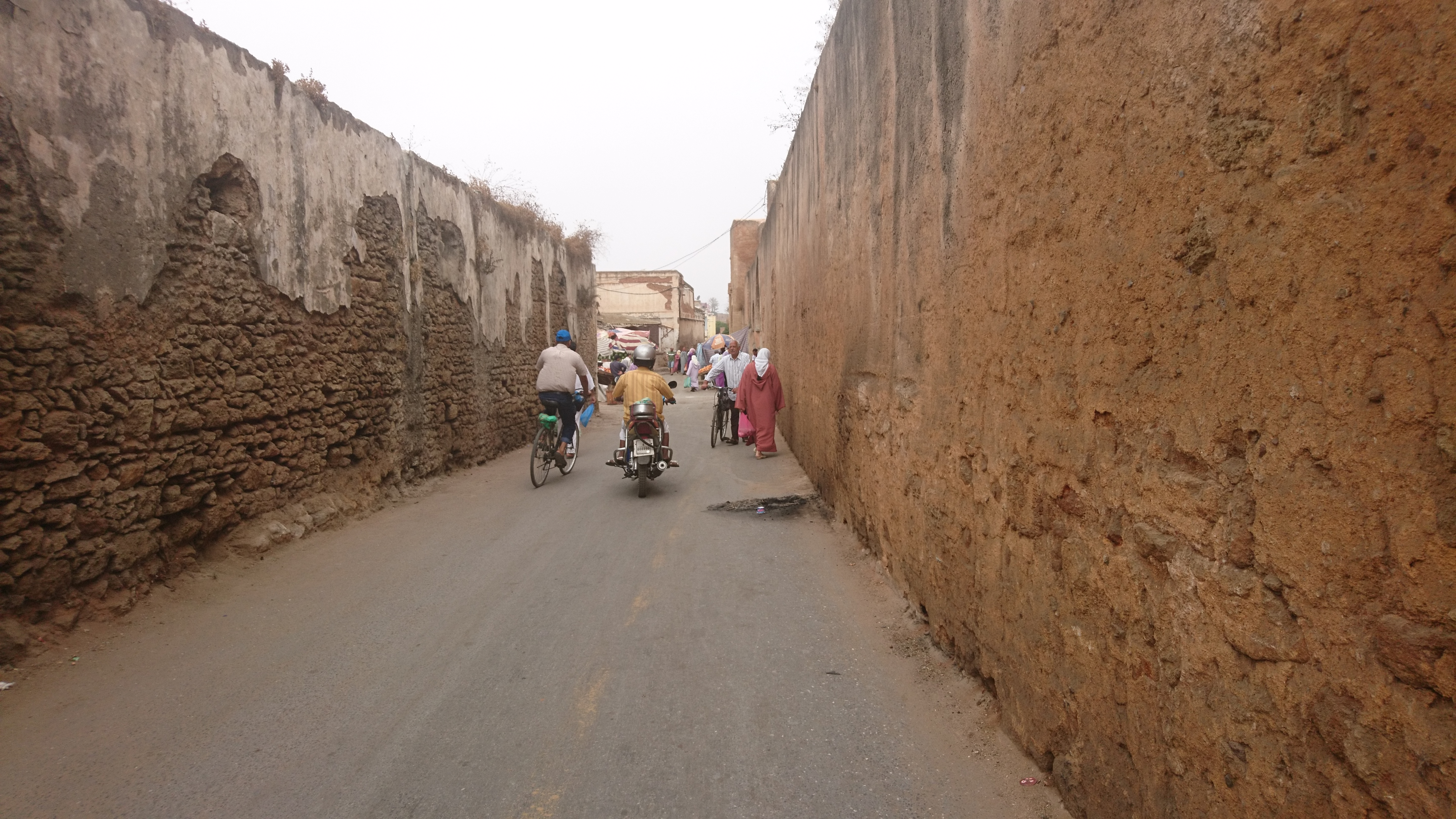